# Серо Бланко (Тикичео де Николас Ромеро)
Серо Бланко (шп. Cerro Blanco) насеље је у Мексику у савезној држави Мичоакан у општини Тикичео де Николас Ромеро. Насеље се налази на надморској висини од 1470 м.

## Становништво
Према подацима из 2010. године у насељу је живело 19 становника.

### Хронологија
| Година       | 2000 | 2010 |
| ------------ | ---- | ---- |
| Становништво | 10   | 19   |

### Попис
| # | Индикатор                     | Вредност |
| - | ----------------------------- | -------- |
| 1 | Укупно домаћинстава           | 3        |
| 2 | Укупно насељених домаћинстава | 2        |
| 3 | Величина локације             | 1        |